# Abdirashid Ali Shermarke
Abdirashid Ali Shermarke (somali: Cabdirashiid Cali Sharmaarke; àrab: عبد الرشيد علي شارماركي, ʿAbd ar-Raxīd ʿAlī Xārmārkī) (Harardhere 16 d'octubre de 1919 - Las Anod, 15 d'octubre de 1969), fou primer ministre (1960-1964) i president de Somàlia (1967-1969). Era membre del clan majeerteen. És considerat un pacifista i un gran democrata.
Es va criar a Mogadiscio i va completar la seva educació primària el 1936, data a partir de la qual es va dedicar al comerç i va ingressar a l'administració italiana com a funcionari. El 1943 es va unir a la Lliga de la Joventut Somali i el 1944 va entrar al servei de l'administració britànica. Va seguir estudiant i va completar la seva educació secundària al graduar-se el 1952 a l'Escola Política-Administrativa de Mogadiscio. El 1956 va obtenir el diploma de l'Institut d'Estudis Superiors Jurídics i Econòmics de Mogadiscio. Va obtenir una beca per estudiar a Itàlia i va aconseguir la graduació com a doctor en ciències polítiques el 1958.
El 1959, ja de retorn a Somàlia, fou elegit membre de l'Assemblea Legislativa en les llistes de la Lliga, que va obtenir quasi tots els escons. L'1 de juliol de 1960 es va proclamar la independència i fou nomenat pel president Aden Abdullah Osman Daar com a primer ministre el dia 12 de juliol. En aquest càrrec Shermarke va viatjar per diversos països com a membre destacat del corrent de països no alineats. El 1964 fou reelegit com a membre del parlament a les eleccions d'aquest any
El 10 de juny de 1967 a les eleccions presidencials, els parlamentaris en votació secreta el van nomenar president tot i que la Lliga proposava la reelecció d'Aden Abdullah Osman Daar. Va entrar en el càrrec el mateix dia, sent el segon president del país.
El 15 d'octubre de 1969 va visitar la regió de Sool, greument afectada per la sequera, i allí fou assassinat per un policia de nom Yusuf Ismail. El va succeir interinament el president del Parlament Sheikh Mukhtar Mohamed Hussein. Shermarke fou enterrat el dia 20 d'octubre, i l'endemà el president Hussein fou enderrocat per militars comunistes encapçalats pel comandant en cap de l'exèrcit Siad Barre.